# Lo Chauchèt
Lo Chauchèt (en francès Le Chauchet) és una comuna (municipi) de França, a la regió de la Nova Aquitània, departament de la Cruesa, al districte de Lo Buçon i cantó de Chénérailles.
La seva població al cens de 1999 era de 104 habitants.
Està integrada a la Communauté de communes de Chénérailles.

## Demografia
| 1968 | 1975 | 1982 | 1990 | 1999 |
| ---- | ---- | ---- | ---- | ---- |
| 184  | 154  | 130  | 104  | 104  |

## Administració
| Període | Identitat      | Partit |
| ------- | -------------- | ------ |
| 2001-   | Michel Monteil |        |